# Bahnhofsviertel (Hof)

Karte des Bahnhofsviertels

Das Bahnhofsviertel ist ein Stadtteil der kreisfreien Stadt Hof in Bayern.

## Lage und Geschichte
Das Bahnhofsviertel liegt südlich der Innenstadt. Im Osten des Stadtteils fließt die Saale, im Westen befindet sich der Hauptbahnhof.

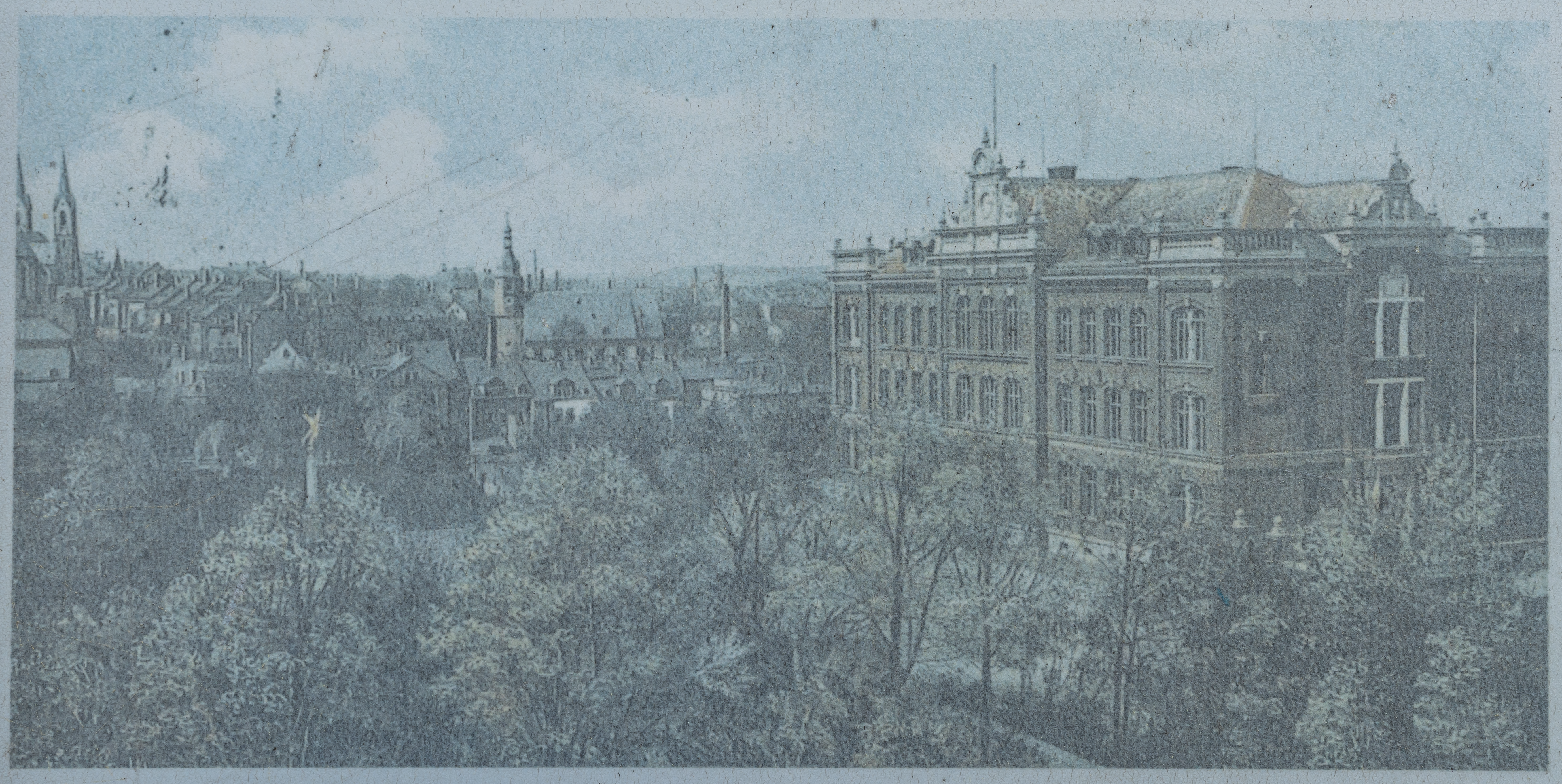
Historische Ansicht des Bahnhofsviertels

Das Bahnhofsviertel lag früher als Vorstadt Rauschenbach vor den Toren der Stadt, beim damals neuen Hauptbahnhof. 1910 wurde auf dem Gelände des Sophienberger Friedhofs aus Dankbarkeit zum Wittelsbacher Königshaus ein Park errichtet. Ein Großteil der Bebauung wurde in der Gründerzeit errichtet. 1900 wurde an der Königsstraße das Hansa-Haus errichtet, es diente als Hotel zwischen Hauptbahnhof und Zentrum vor allem Geschäftsleuten für Geschäftsabschlüsse. Von 1901 bis 1921 verkehrte die Hofer Straßenbahn über die Haltestellen Hauptbahnhof, Café Moltke, Liebigstraße, Theresienstraße, Bismarckstraße und Bayreuther Straße durch das Bahnhofsviertel. Durch Bombardierungen im Zweiten Weltkrieg wurden unter anderem Teile der Bahnhof- und die Königstraße zerstört. Die Häuser wurden in den folgenden Jahren ersetzt oder wiederaufgebaut. Vor allem durch die Entstehung der Hofer Filmtage 1967 mit dem Scala-Filmtheater als Veranstaltungsort entstand ein großes kulturelles Angebot ins Bahnhofsviertel.

## Kultur und Einrichtungen

### Kultur
Das Viertel gilt heute als Lifestyle- und Szeneviertel. In den letzten Jahren haben sich viele Künstler angesiedelt. Die Entwicklung war beispielsweise mit Berlin-Kreuzberg vergleichbar. Im Viertel finden zunehmend Kunstausstellungen statt, beispielsweise die Streetart-Ausstellung. Das Kunstkaufhaus und das Galeriehaus sind Bars, in denen oft Künstler auftreten.
Das Scala-Kino in der Wörthstraße wurde 1929 erbaut und ist zusammen mit dem Central-Kino Vorführungsort der Hofer Filmtage.

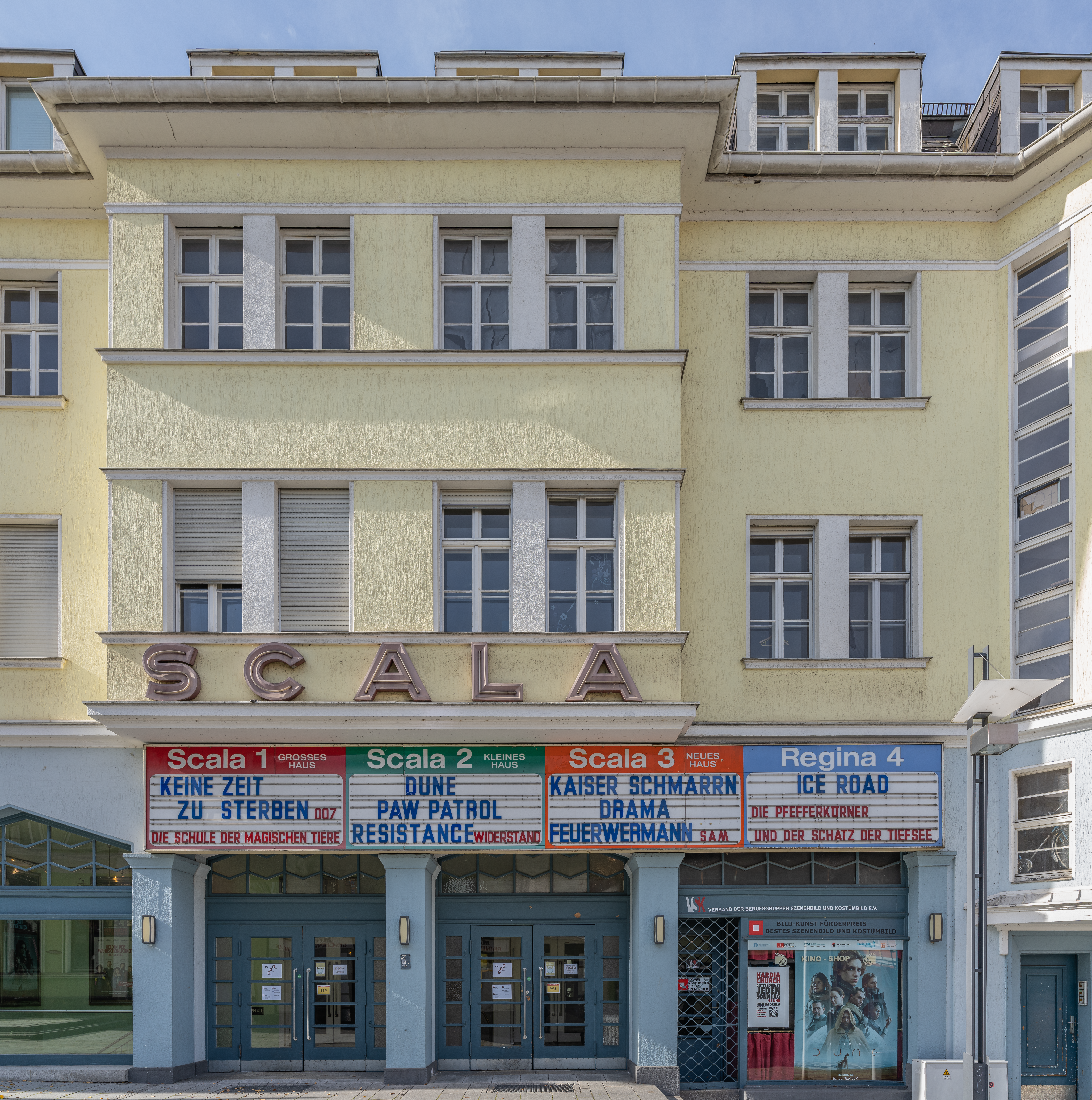
SCALA-Filmtheater
Wandmalereien am Sophienberg

### Öffentliche Einrichtungen

Stadtbücherei Hof

Die Stadtbücherei Hof liegt an der Wörthstraße, im Wittelsbacher Park. Die Bücherei verfügt über 95.000 ausleihbare Werke sowie über 30 Zeitschriften und Tageszeitungen. Auch finden regelmäßig Veranstaltungen wie etwa Lesungen in der Stadtbücherei statt. Die Stadtbücherei verfügt über Außenstellen in den Stadtteilen Moschendorf, Hofeck und Am Gärtla. Gegenüber der Stadtbücherei befinden sich die Sophienschule und eine Turnhalle. 

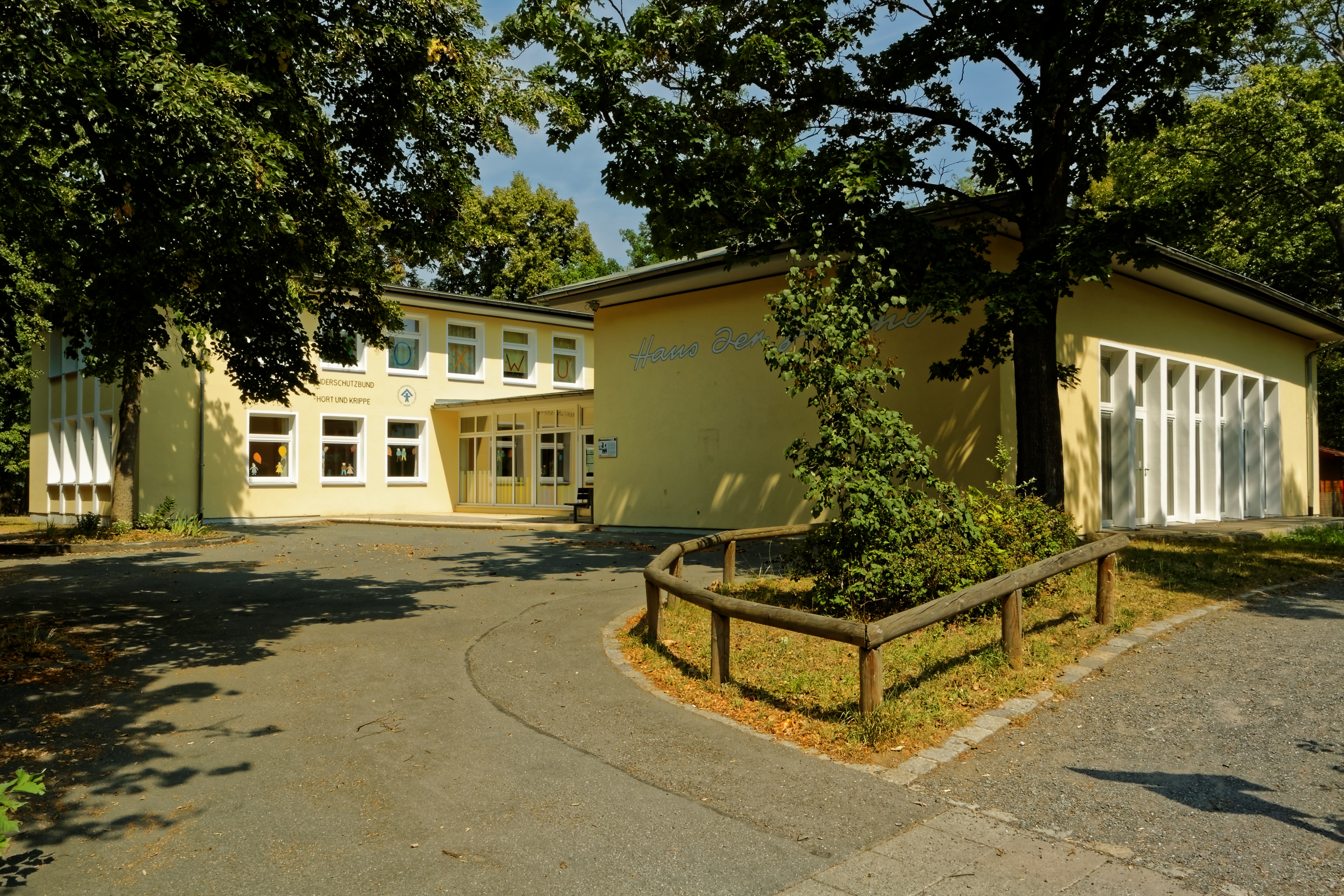
Haus der Jugend
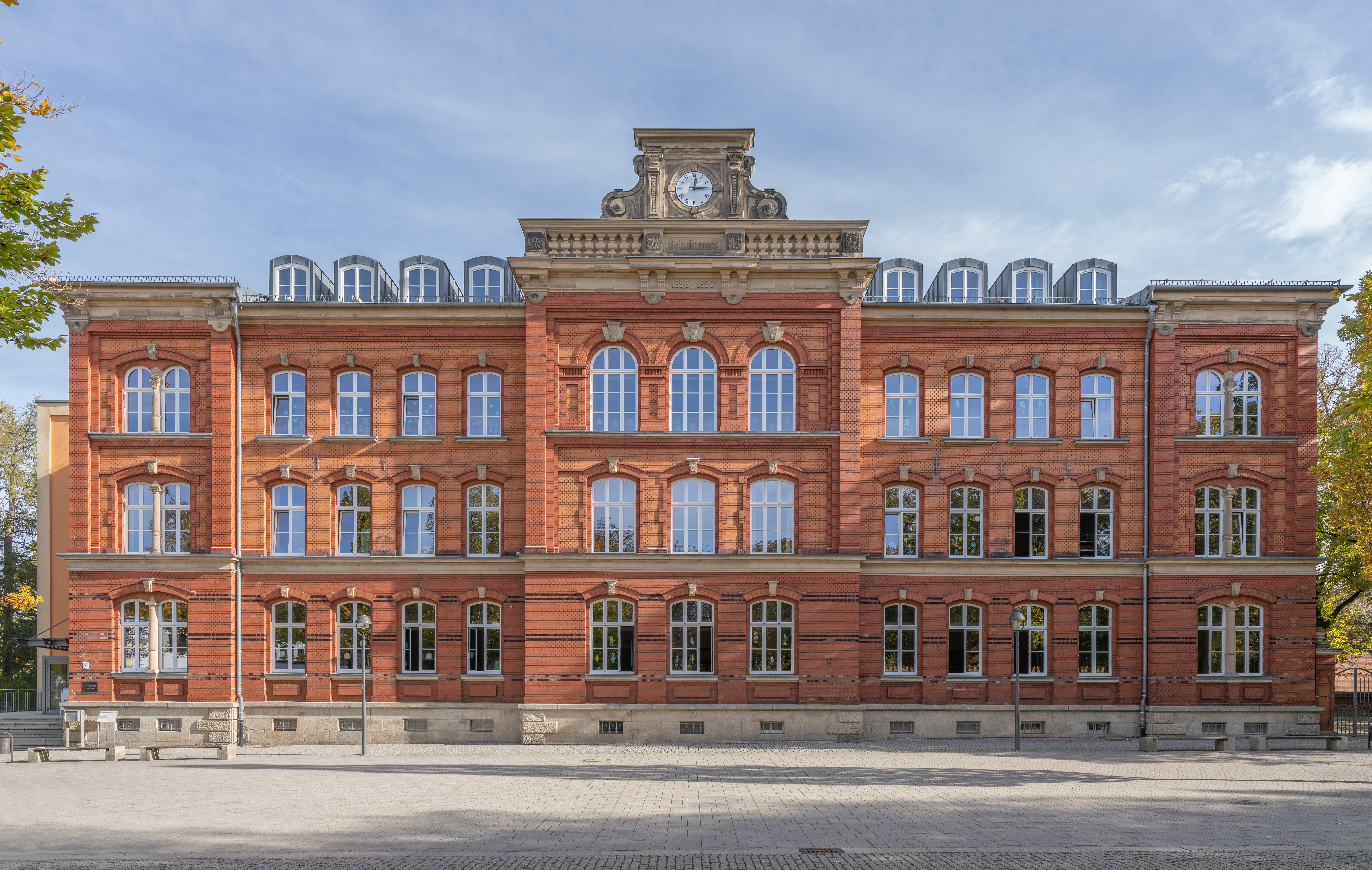
Sophienschule

Das Haus der Jugend befindet sich an der Ecke Sophienstraße/Bergstraße. Das 1949 errichtete Gebäude wurde anfänglich von US-Amerikanern genutzt, die dort Veranstaltungen für die Hofer Jugend anboten, weshalb es früher als Amerikahaus bekannt war. 1958 wurde das Gebäude an die Stadt Hof übergeben, 2010 wurde das Haus der Jugend umfassend saniert. Heute ist im Gebäude der Kinderschutzbund untergebracht, der Mehrzwecksaal wird als öffentlicher Veranstaltungsraum im sozialen und kulturellen Bereich verwendet.

### Park

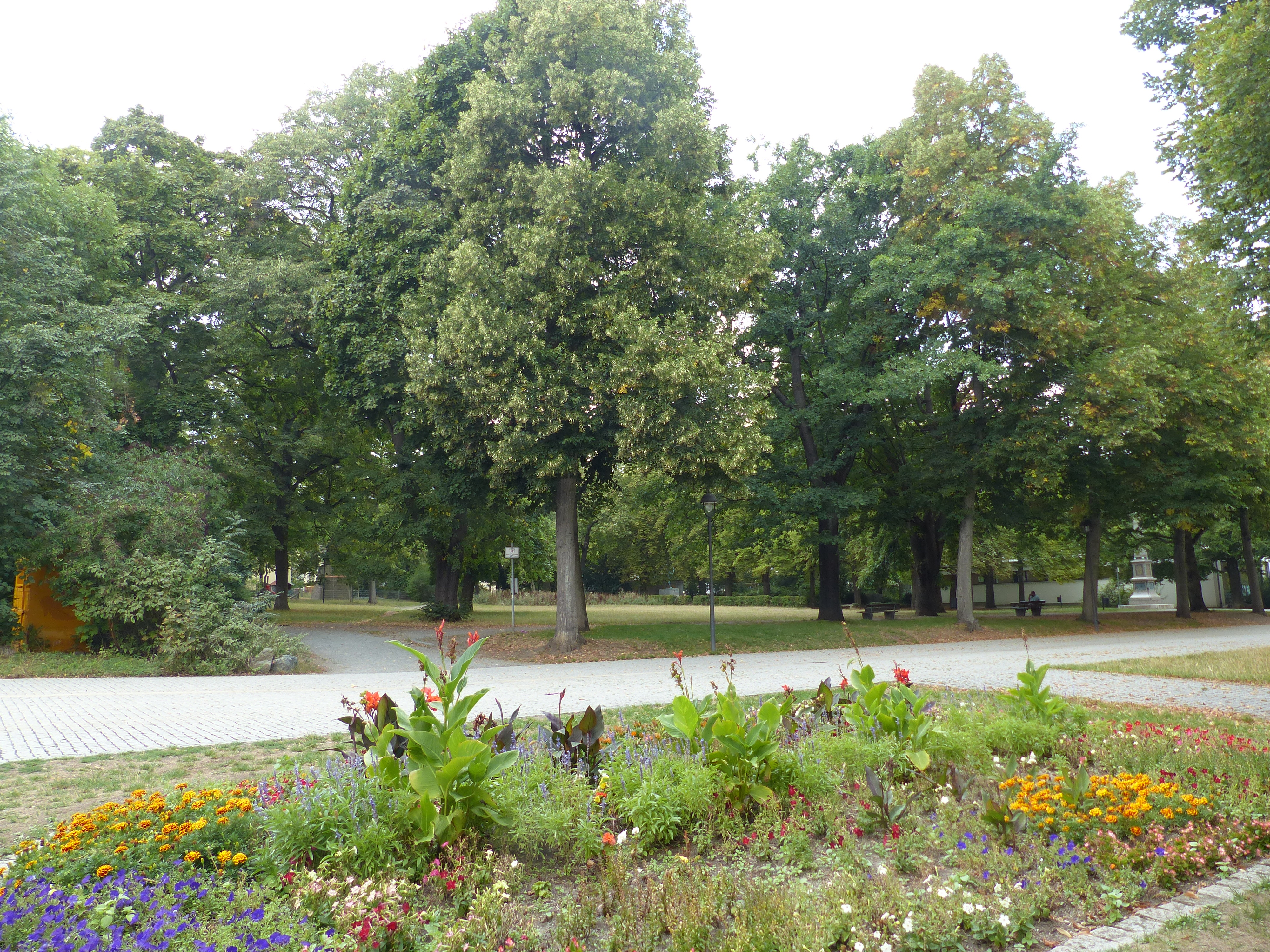
Wittelsbacher Park

Der Wittelsbacher Park befindet sich zwischen Sophienstraße und Wörthstraße. Der quadratisch angelegte Park besteht hauptsächlich aus altem Baumbestand und Blumenbeeten mit Anpflanzungen. Im Nordwesten des Parks befinden sich Kriegerdenkmäler für die Opfer des Zweiten und Ersten Weltkriegs, ein Obelisk zum Krieg von 1870/71, sowie ein Denkmal zur Angliederung an Bayern.

## Bildergalerie

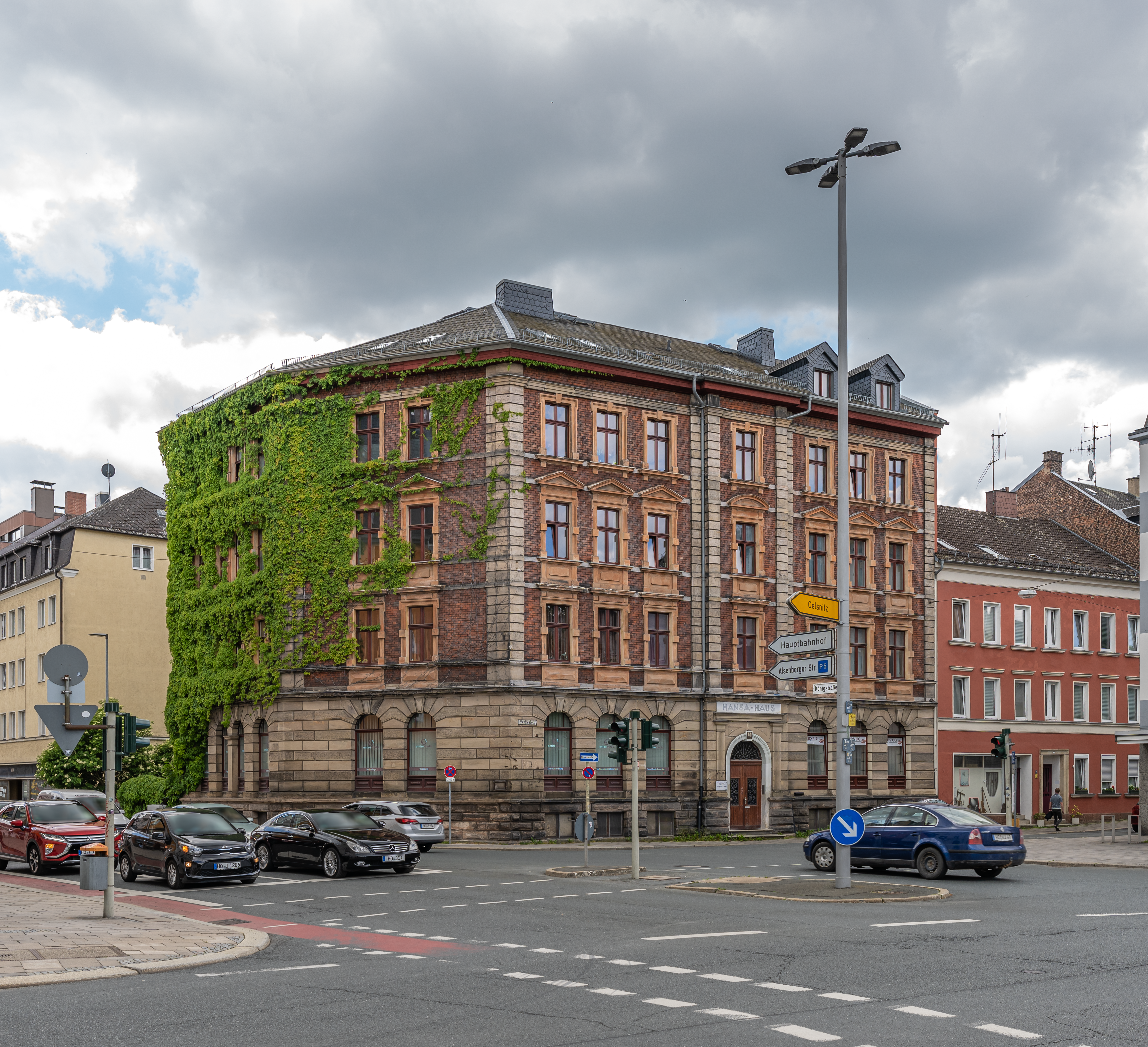
Hansa-Haus
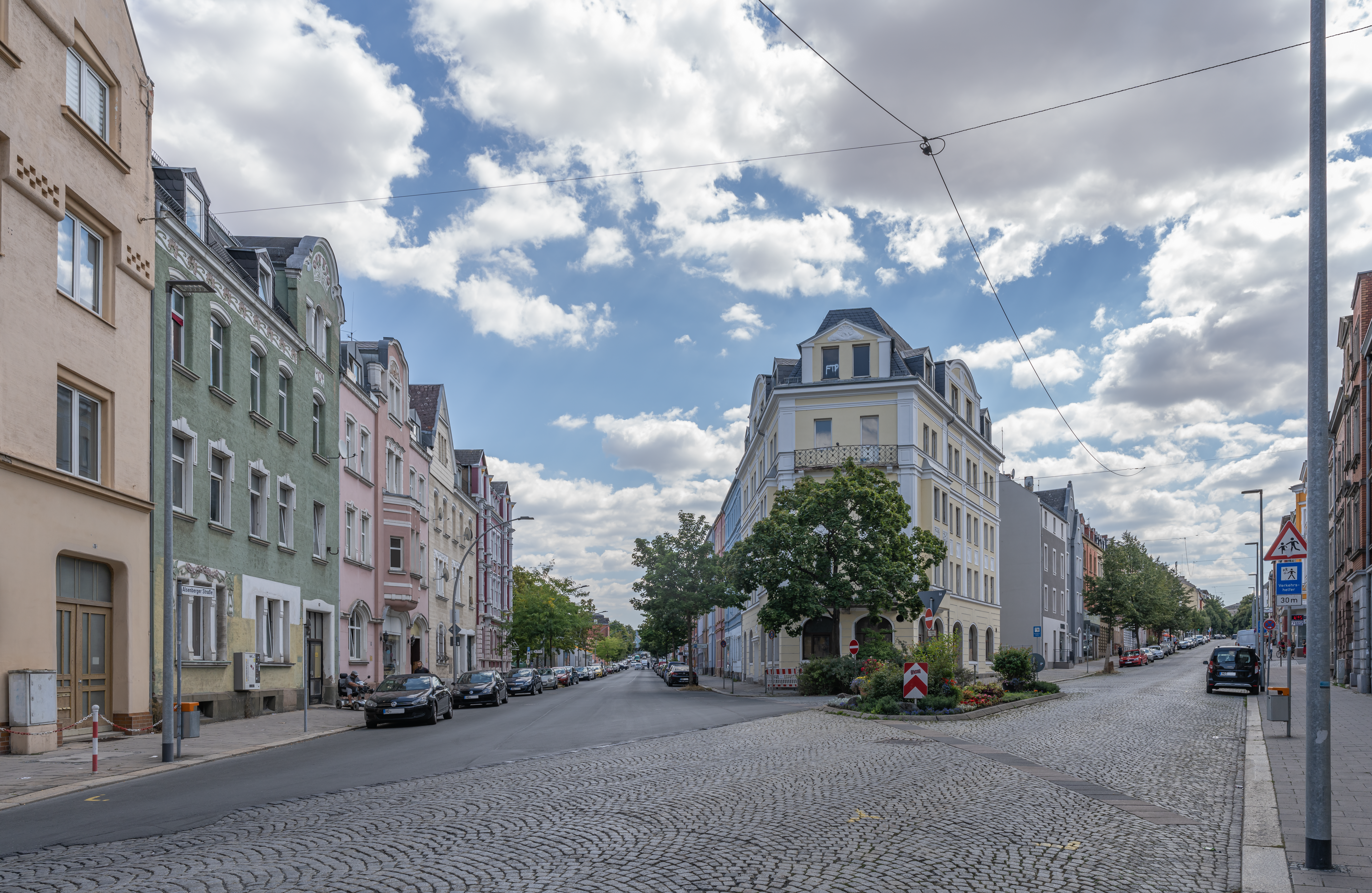
Ecke Königstraße/Alsenberger Straße
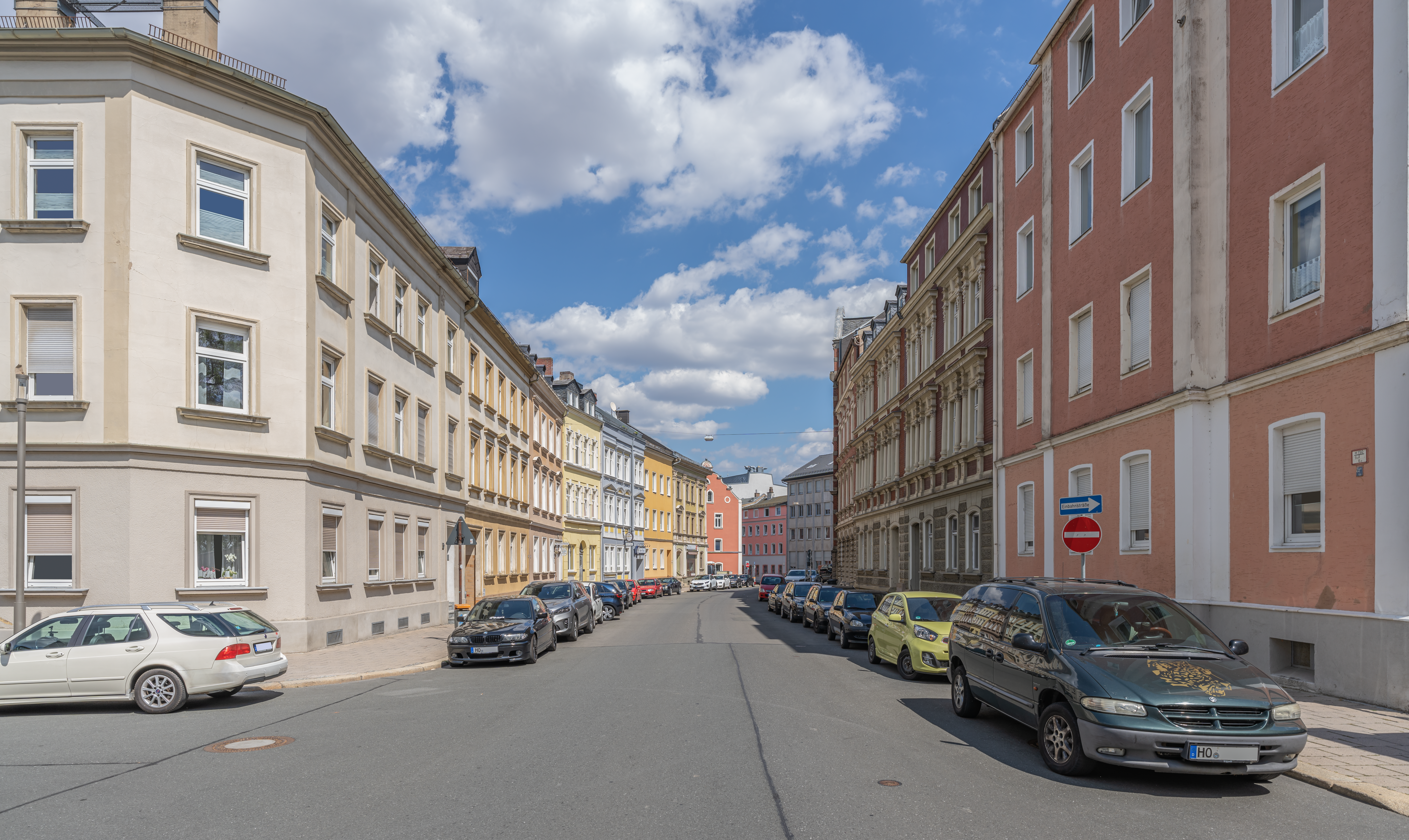
Bayreuther Straße
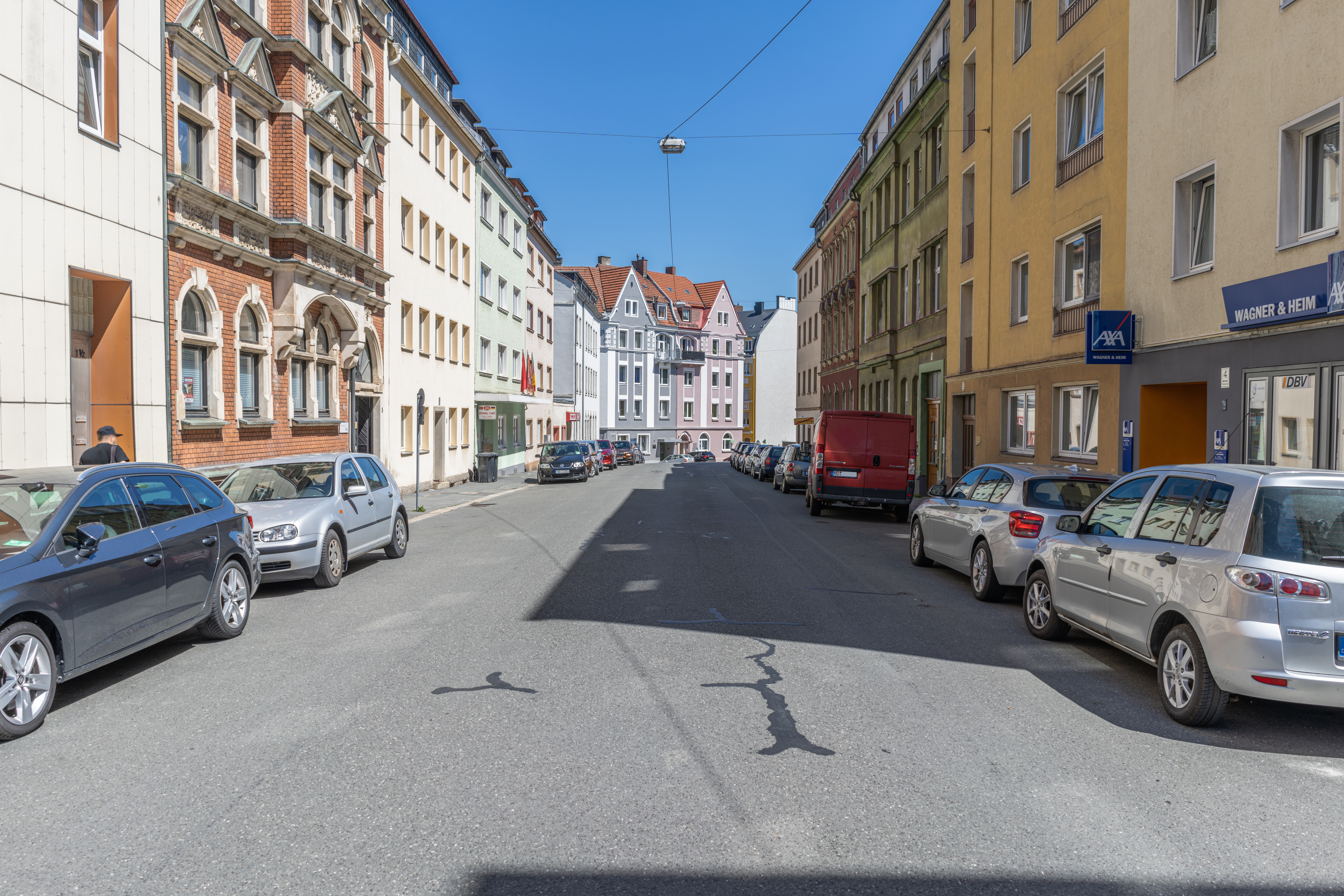
Theresienstraße
Weißenburgstraße
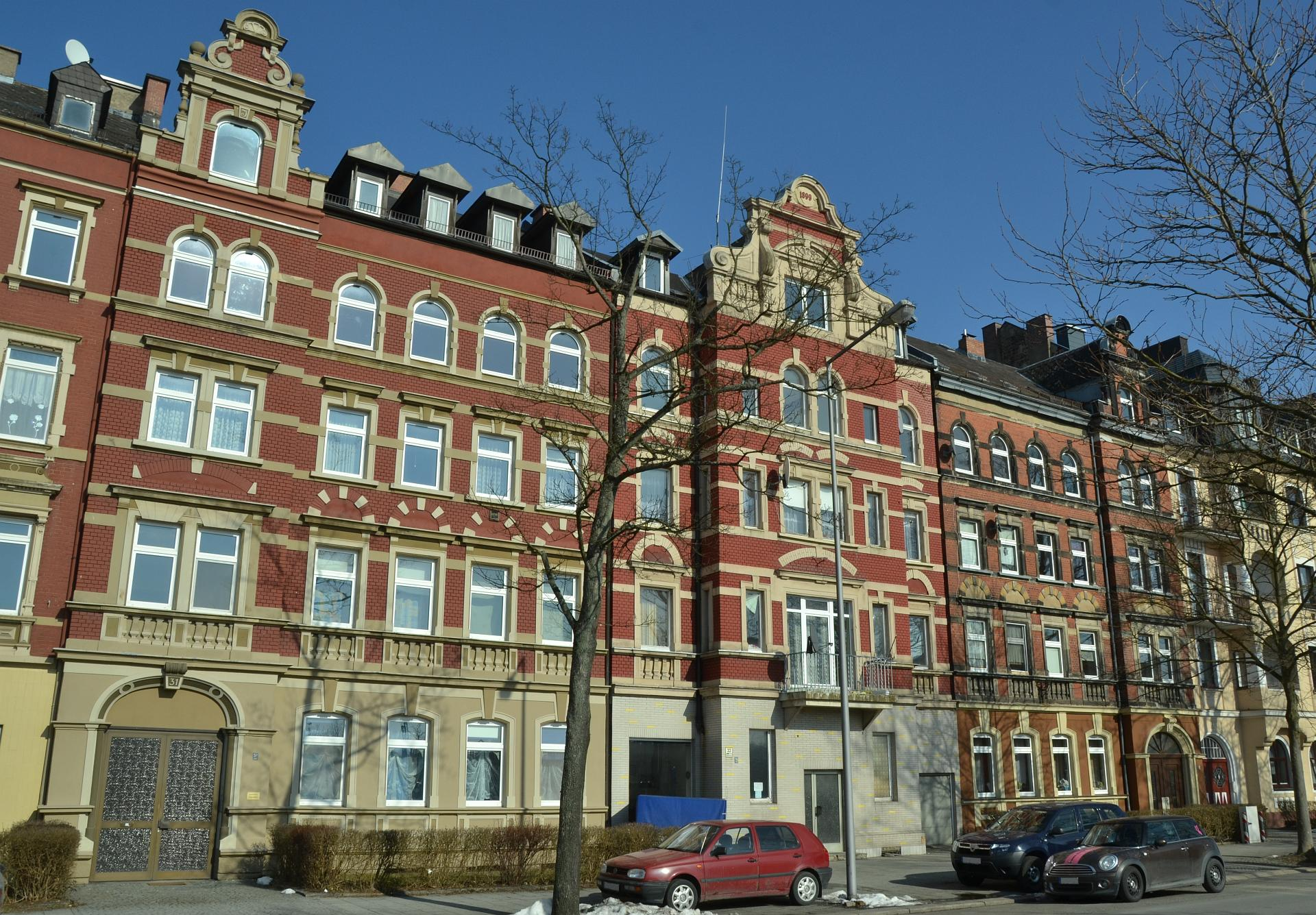
Mittlere Bahnhofstraße
Landwehrstraße
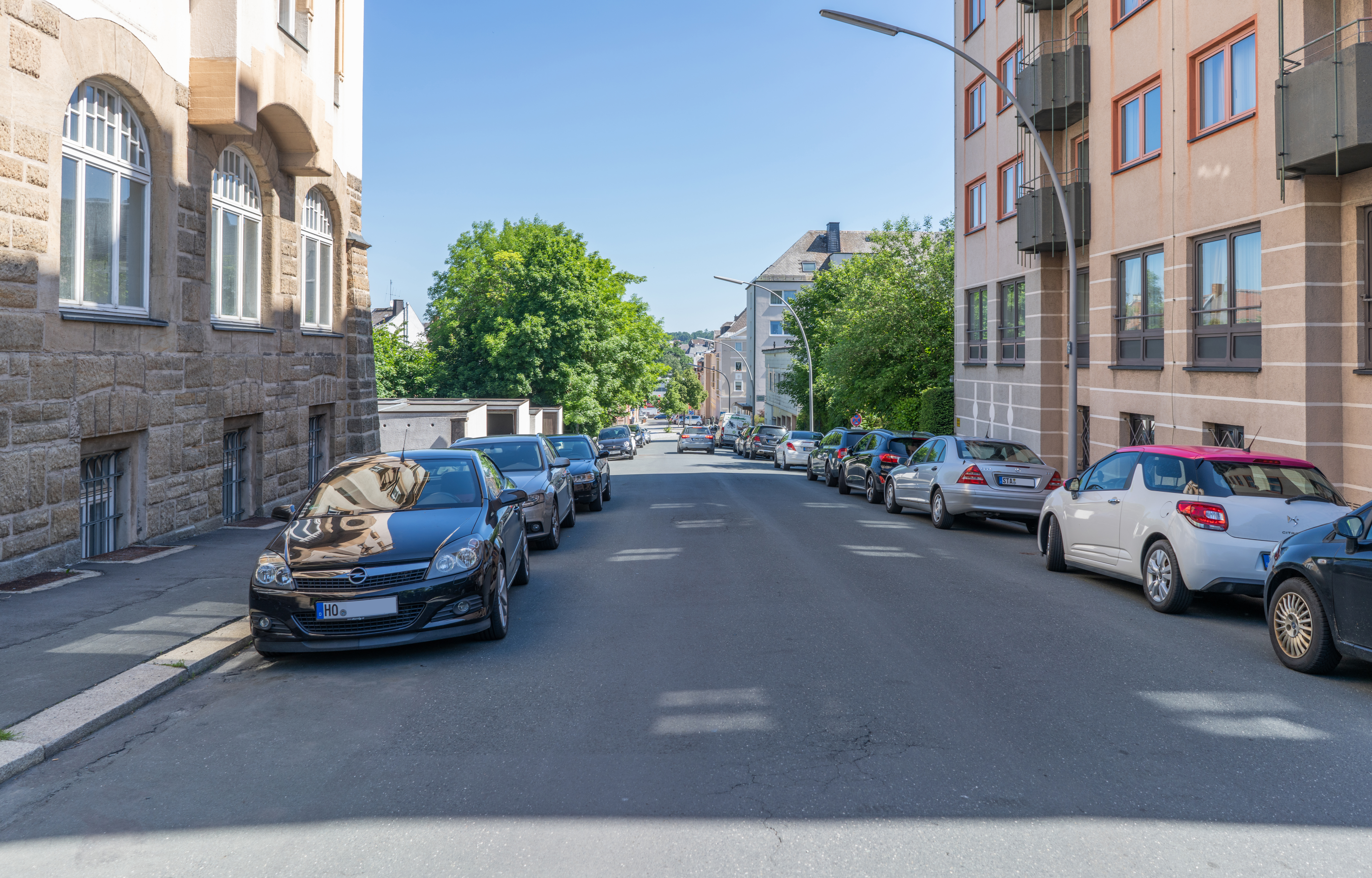
Moltkestraße
Roonstraße
Sedanstraße
Orleansstraße

## Verkehr

Bahnhofsplatz

Das Bahnhofsviertel verfügt mit dem Hauptbahnhof über zahlreiche Eisenbahnverbindungen. Vor dem Hauptbahnhof befinden sich der Fernbus- und Regionalbusbahnhof und eine Stadtbushaltestelle. Weitere Stadtbushalte sind am Rekkenzeplatz, in der Alsenberger Straße, Liebigstraße, Theresienstraße, Bergstraße, Königstraße und am HofBad.